# Javier Wanchope
Javier Vicente Wanchope Watson (San José, 10 de abril de 1968) es un exfutbolista costarricense. Se desempeñaba como delantero. Es hijo del exfutbolista Vicente, hermano del exfutbolista Paulo Wanchope y sobrino del exfutbolista y entrenador Carlos Watson.

## Trayectoria

### Carrera como jugador
Wanchope debutó el domingo 29 de septiembre de 1985 con el Herediano, en esa ocasión con empate a un tanto ante Ramonense en el estadio Rosabal Cordero. Anotó su primer gol el domingo 19 de enero de 1986 en el estadio Colleya Fonseca, en el triunfo rojiamarillo sobre Curridabat 2-0. En Primera División anotó un total de 62 goles, jugando para equipos como el Herediano, Curridabat, Deportivo Saprissa, A.D Carmelita, Santa Bárbara, en Costa Rica; además del Club Nacional de Football y Defensor Sporting de Uruguay

### Carrera como Técnico
Como técnico ha dirigido a la Selección Sub-20 de Panamá de julio de 2012 a marzo del 2013. Luego se hizo cargo del Atlético Chiriquí en el cual logró el título del Apertura 2013, derrotando en la final al Atlético Nacional 4-2 en el global.

## Selección nacional
Con la selección participó en 9 juegos clase A entre 1989 y 1996, debutando el martes 7 de febrero de 1989, en la derrota 2x4 ante Polonia en el estadio Nacional. Como seleccionado infantil disputó el Mundial Sub-16 en China, quedando eliminado en la primera ronda. En 1991 disputó la Copa Uncaf sin obtener el título.

## Clubes

### Como jugador
| Club               | País       | Año         |
| ------------------ | ---------- | ----------- |
| C.S Herediano      | Costa Rica | 1985 - 1991 |
| Curridabat         | Costa Rica | 1986        |
| Nacional           | Uruguay    | 1991 - 1993 |
| Defensor Sporting  | Uruguay    | 1993 - 1994 |
| Deportivo Saprissa | Costa Rica | 1994 - 1997 |
| A.D Carmelita      | Costa Rica | 1997 - 1998 |
| CSD Suchitepéquez  | Guatemala  | 1998 - 1999 |
| Santa Bárbara      | Costa Rica | 1999 - 2002 |

### Como Asistente Técnico
| Equipo       | País       | Año         | Asistente de  |
| ------------ | ---------- | ----------- | ------------- |
| CS Herediano | Costa Rica | 2010 - 2011 | Marvin Obando |

### Como Técnico
| Equipo                     | País       | Año         |
| -------------------------- | ---------- | ----------- |
| El Roble de Alajuela       | Costa Rica | 2006        |
| AD Municipal Turrialba     | Costa Rica | 2011        |
| Selección sub-20 de Panamá | Panamá     | 2012 - 2013 |
| Atlético Chiriquí          | Panamá     | 2013 - 2015 |

## Palmarés

### Como jugador

#### Títulos nacionales
| Título                         | Club               | País       | Año  |
| ------------------------------ | ------------------ | ---------- | ---- |
| Primera División de Costa Rica | C.S Herediano      | Costa Rica | 1985 |
| Primera División de Costa Rica | C.S Herediano      | Costa Rica | 1987 |
| Primera División de Costa Rica | Deportivo Saprissa | Costa Rica | 1995 |

#### Títulos internacionales
| Título                           | Club                    | Sede                                    | Año  |
| -------------------------------- | ----------------------- | --------------------------------------- | ---- |
| Copa Centroamericana             | Selección de Costa Rica | Costa Rica                              | 1991 |
| Liga de Campeones de la Concacaf | Saprissa                | Norteamérica, Centroamérica y el Caribe | 1995 |

### Como Técnico

#### Títulos nacionales
| Título                   | Club              | País   | Año  |
| ------------------------ | ----------------- | ------ | ---- |
| Liga Nacional de Ascenso | Atlético Chiriquí | Panamá | 2013 |